# جولی اشتون
جولی اشتون (انگلیسی: Juli Ashton؛ زاده ۵ اکتبر ۱۹۶۸) بازیگر پورنوگرافی اهل ایالات متحده آمریکا است.